# ماكسين كلارك
ماكسين كلارك (بالإنجليزية: Maxine Clark)‏ هي سيدة أعمال أمريكية، ولدت في 6 مارس 1949 في كورال غيبلز في الولايات المتحدة.

## وصلات خارجية
- ماكسين كلارك على موقع إن إن دي بي (الإنجليزية)